# Аннона пурпурная
Аннона пурпурная, или сонсойя, Сонкойя (лат. Annona purpurea) — плодовое дерево, вид рода Аннона (Annona) семейства Анноновые (Annonaceae).

## Описание
Сонкойя — небольшое листопадное дерево высотой от 6 до 10 м с коротким стволом и двурядными продолговатыми листьями, 20—30 см длиной и 10—14 см шириной. Плод имеет продолговатую или почти круглую форму. Его диаметр — 15—20 см. Снаружи он покрыт твёрдыми коническими наростами. Внутри содержится жёлтая или оранжевая ароматная волокнистая мякоть с многочисленными тёмно-коричневыми продолговатыми семенами.

## Распространение
Родина сонкойи — прибрежные низменности Центральной Америки, Колумбии и Венесуэлы. Там же она, в основном, и культивируется в приусадебных садах. Её большей популярности мешает слишком твёрдая внешняя часть.

## Использование
Мякоть плодов употребляется в свежем виде или используется для извлечения сока. Сок сонкойи употребляется как средство от лихорадки и простуды. Отвар коры применяется при дизентерии. Экстракт из её семян — средство для уничтожения блох.